# Borsele

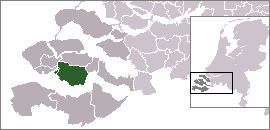
Localización de Borsele.

Borsele es un municipio en el sudoeste de los Países Bajos, en la región de Zuid-Beveland, provincia de Zelanda.
El nombre del municipio se escribe con una sola "s", mientras que el del núcleo de la población principal se escribe con doble "s" (Borssele).
En Borssele hay una planta de energía nuclear con un reactor de agua presurizada (PWR) con una potencia neta de 452 MW. Es la única planta nuclear en funcionamiento para la producción de electricidad en los Países Bajos. La autorización de explotación se ha prorrogado hasta el año 2033, veinte años más de la fecha de cierre inicialmente prevista (año 2013).
El centro COGEMA reprocesa el material fisionable gastado en La Hague, en la Baja Normandía (Francia). Parte del tratamiento del residuo nuclear, es decir, los productos del reprocesado que no son reutilizables, son devueltos a los Países Bajos, donde son almacenados en el COVRA, (Almacén Central para los Residuos Nucleares), que se encuentra también en Borssele y que es el emplazamiento nacional para todos los residuos nucleares. Dispone de una superficie suficiente para los próximos 100 años.
Véase también: Reactores nucleares en los Países Bajos.

## Poblaciones
Baarland, Borssele, Driewegen, Ellewoutsdijk, 's-Gravenpolder, 's-Heer Abtskerke, 's-Heerenhoek, Heinkenszand, Hoedekenskerke, Kwadendamme, Lewedorp, Nieuwdorp, Nisse, Oudelande y Ovezande.